# 阿卜杜拉·本·穆罕默德·沙烏地
阿卜杜拉·本·穆罕默德（阿拉伯语：‎；死于1812年），德拉伊耶酋长国和沙特王朝的建立者第五子（沙特王朝以其祖父的名字命名），内志酋长国的建立者之父。